# Pselnophorus japonicus
Pselnophorus japonicus là một loài bướm đêm thuộc họ Pterophoridae. Nó được tìm thấy Nhật Bản (Honshu, Shikoku, Kyushu, Tsushima, Tanega-shima, Yakushima).
Chiều dài cánh trước là 8–9 mm.